# Agustín de Cardaberaz
Agustín de Cardaberaz Elgorriaga (su nombre suele transcribirse también como Agustín Kardaberaz Elgorriaga o Kardaberatz) (Hernani, Guipúzcoa, España, 29 de diciembre de 1703-Bolonia, Italia, 18 de octubre de 1770) fue un escritor en euskera, apologista, profesor de la universidad de Bilbao y Oñate y jesuita.

## Biografía
Nacido en Hernani se crio en la vecina San Sebastián, población a la que se trasladaron sus padres poco después de su nacimiento. Estudio sus primeros años en el colegio de los Jesuitas de San Sebastián.
En 1721 es admitido en la Compañía de Jesús.

## Obra

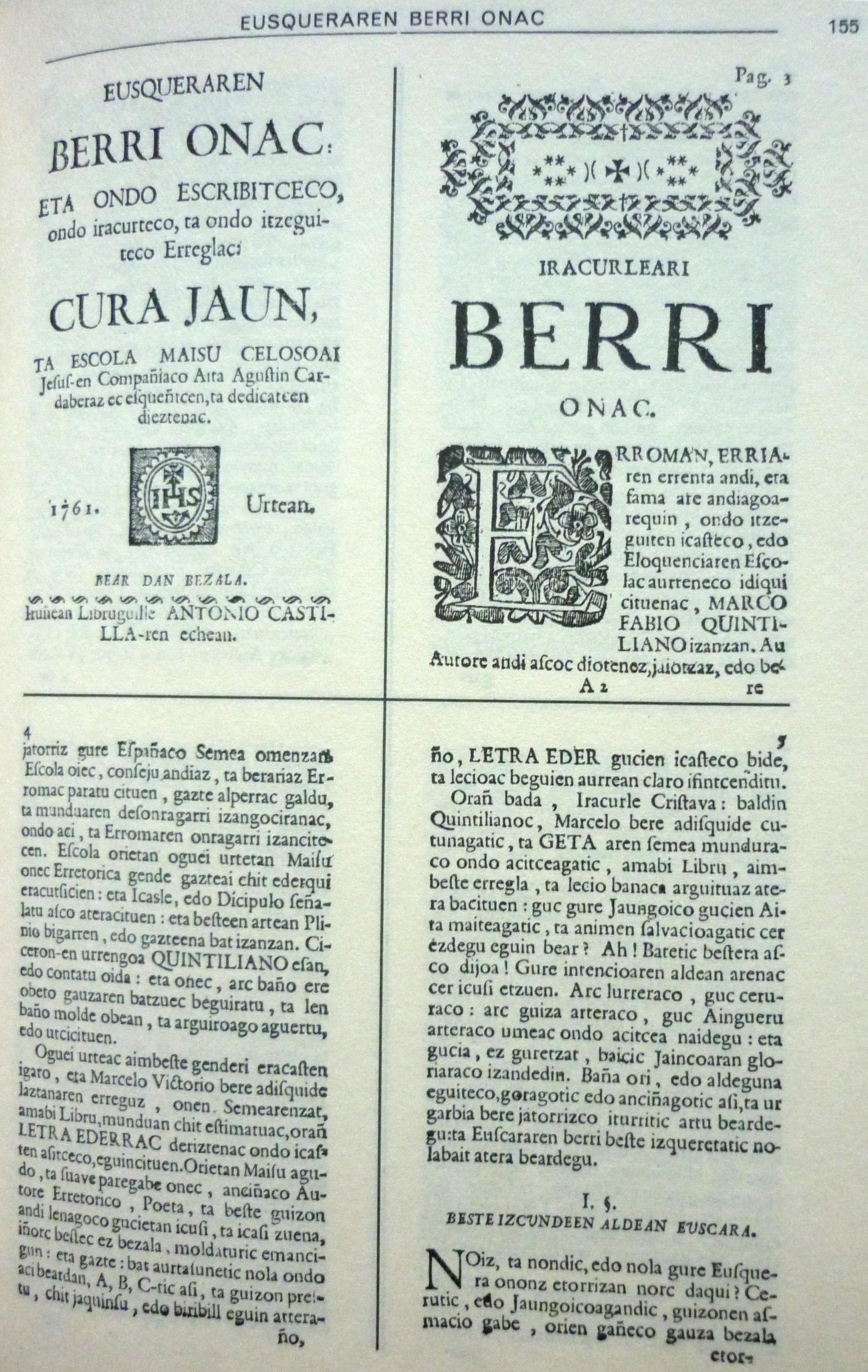
Eusqueraren Berri onac

### Religión
- Christauaren Vicitza edo orretarako Vide erreza bere amabi Pausoaquin (Pamplona, 1744): es una adaptación al euskera de la obra Vida Christiana del Padre Jerónimo Dutari, que había sido publicada en 1710. En su momento fue una de los libros más extensos publicados hasta entonces en lengua vasca.
- Aita San Ignacioren Egercicioen Gañean Afectoac, beren Egemplo, ta Dotrinaquin: edo Egercicioen II. Partea (Pamplona, 1761: basado en los Ejercicios espirituales de San Ignacio de Loyola.)
- Aita San Ignacioren Egercicioen III. Partea (Pamplona, 1761)
- Aita San Ignacioren Egercicioen Gañean, orien lau asteetaco Meditacio laburrac, edo Egercicioen IV. Partea (Pamplona, 1761)
- Ondo iltcen icasteco ta ondo iltcen laguntceco egercicioak (Pamplona, 1762): tratado ascético que trata del modo de morir bien. Está dedicado a los sacerdotes que deben asistir a los moribundos en sus últimos momentos.
- Jesus, Maria ta Joseren devociñoco Libruchoric atararico devociño batzuc (1763): este libro trata de la devoción de San José
- Mezaco Sacrificio ta Comunio Sagraduaren gañeco doctrina
- Escu liburua, ceinetan arquitcen dira cristau onaren eguneroco egercicioac...Cardaberaz jesuitaren obretarik atera. (Tolosa, 1826): Manual, en el cual se encuentran los ejercicios diarios del buen cristiano...sacado de las obras del jesuita Cardaberaz, publicada más de 50 años después de su muerte. Es un devocionario que tuvo gran cantidad de ediciones. No se trata sin embargo como su nombre indica de una obra original de Cardaberaz sino de una recopilación de textos suyos que fue compuesta por un autor anónimo.
- Amorezco ta Dolorezco Jesu-Christoren Pausuac (Tolosa, 1858): Los pasos de amor y de dolor de Jesucristo son una serie de cuartetas escritas por Cardaberaz y a las que puso música el Conde de Peñaflorida para que fueran cantadas en la iglesia de Azcoitia.
- Ama Veneragarri Josefa sacramentu guciz santuarena ceritzanaren Vicitza eta vertuteac (
- Azpeitico erri chit noblearen gloria paregabeac edo Aita San Ignacioren bicitza laburra (Tolosa, 1901): Glorias sin igual de la muy noble villa de Azpeitia o breve vida del Padre San Ignacio, obra que fue censurada en vida de Cardaberaz por el Conde de Aranda.

### Doctrina
- Christauaren doctrina (1760)

### Retórica
- Eusqueraren Berri onac, eta Ondo escribitceco, ondo iracurteko ta ondo itzeguiteco Erreglac (Pamplona, 1761): es la obra más conocida de Cardaberaz y la única que no versa sobre temas religiosos. Suele ser conocida habitualmente como Eusqueraren Berri Onac (Buenas nuevas del euskera) o también como Retórica Vascongada. Es un libro dividido en nueve secciones que versa sobre temas relacionados con la lengua vasca. Además de reglas para hablar y escribir bien en euskera y generalides sobre gramática vasca, Cardaberaz realiza interesantes disertaciones sobre este idioma.

### Libros de apología
- Justuen Ispillu Arguia (1764): sobre las vidas de los santos jesuitos San Luis Gonzaga y San Estanislao de Kostka.
- Senar emazte santuak (1766): sobre la vida de San Isidro Labrador.